# Jökulfirðir
A Jökulfirðir (magyar nyelven:gleccserfjordok) egy öt fjordból álló fjordrendszer Izland északnyugati részén a Vestfirðir félsziget nyugati csücskében lévő Hornstrandir félszigettől délre az Ísafjarðardjúp fjordtól északra. A Drangajökull gleccser délkeletre fekszik innen. 

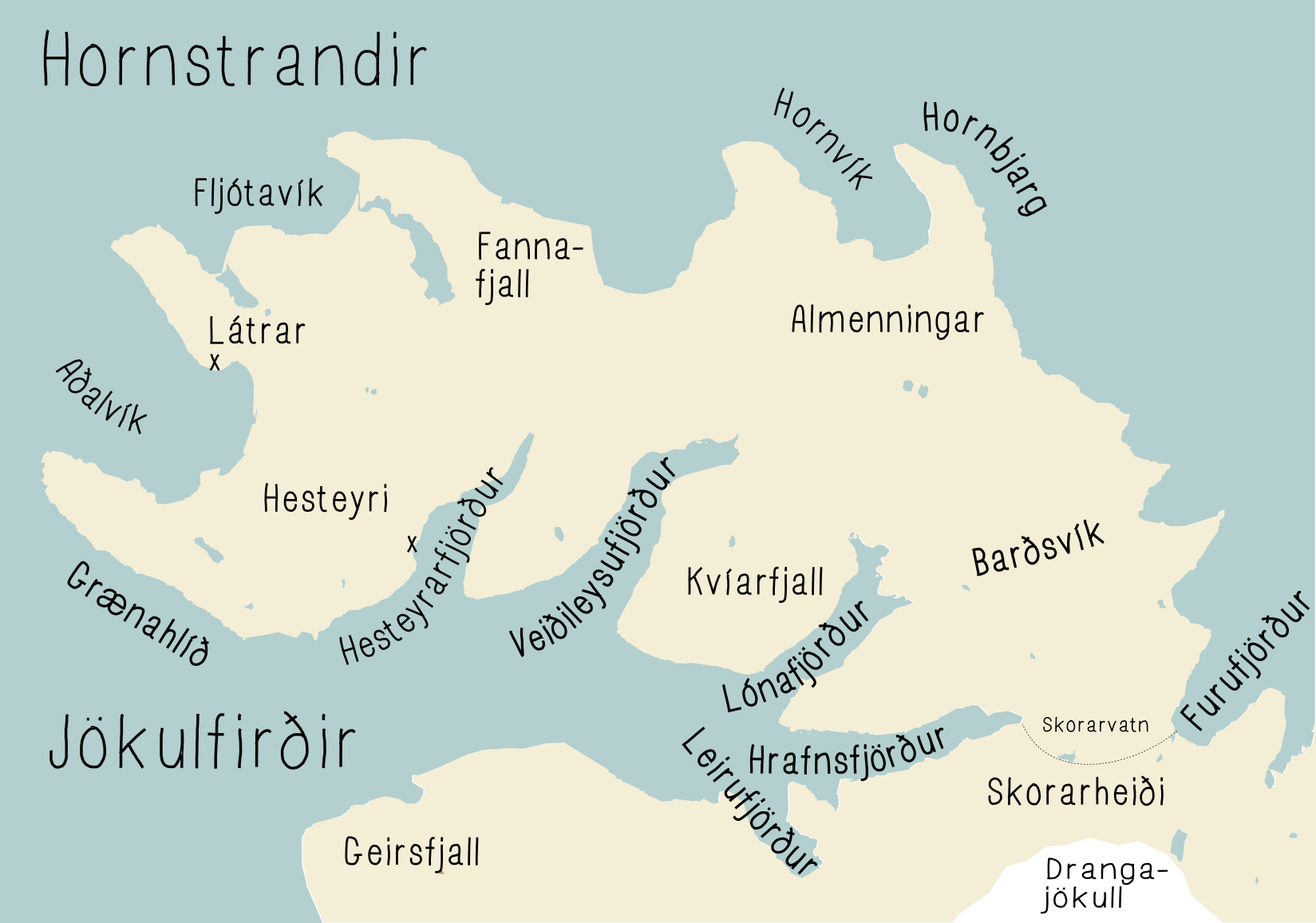
A Hornstrandir félsziget és a Jökulfirðir térképe

A környező fjordok elsősorban a nyári időszakban telnek meg élettel, mert főleg nyaralók találhatók itt. A terület az 1960-as évek óta lakott. A fjordok közúton nem elérhetőek, ám hajóval meg lehet őket közelíteni Ísafjöður, Bolungarvík és Súðavík felől. 
Az öt különálló fjord a következő:
- Hesteyrarfjörður
- Veiðileysufjörður
- Lónafjörður
- Hrafnsfjörður
- Leirufjörður

Elhelyezkedése: é. sz. 66° 20′, ny. h. 22° 40′66.333333°N 22.666667°W

## Fordítás
Ez a szócikk részben vagy egészben  a   Jökulfirðir című angol Wikipédia-szócikk ezen változatának fordításán alapul.  Az eredeti cikk szerkesztőit annak laptörténete sorolja fel. Ez a jelzés csupán a megfogalmazás eredetét és a szerzői jogokat jelzi, nem szolgál a cikkben szereplő információk forrásmegjelöléseként.